# Мягкотелка рыжая
Мягкотелка рыжая (лат. Cantharis rufa) — вид жуков-мягкотелок.

## Описание
Жуки имеют буро-рыжую окраску. Длина тела взрослых насекомых (имаго) 8—12,5 мм. Надкрылья в довольно длинных прилегающих волосках.

## Распространение
Вид встречается по всей Европе, в Казахстане, Узбекистане, Таджикистане, Афганистане, Китае и Северной Америке.